# Patinação de velocidade nos Jogos Olímpicos de Inverno de 2006 - 500 m masculino
A competição de 500m masculino de patinação de velocidade nos Jogos Olímpicos de Inverno de 2006 foi disputado no dia 13 de fevereiro.

## Medalhistas
| Ouro   | USA Joey Cheek       |
| Prata  | RUS Dmitry Dorofeyev |
| Bronze | KOR Lee Kang-seok    |

## Resultados
| Pos. | Patinador               | 1ª corrida Tempo (Pos.) | 2ª corrida Tempo (Pos.) | Tempo total | Dif    |
| ---- | ----------------------- | ----------------------- | ----------------------- | ----------- | ------ |
|      | USA Joey Cheek          | 34.82 (1)               | 34.94 (1)               | 69.76       | --     |
|      | RUS Dmitry Dorofeyev    | 35.24 (2)               | 35.17 (3)               | 70.41       | +0.65  |
|      | KOR Lee Kang-Seok       | 35.34 (3)               | 35.09 (2)               | 70.43       | +0.67  |
| 4    | JPN Yuya Oikawa         | 35.35 (4)               | 35.21 (5)               | 70.56       | +0.80  |
| 5    | CHN Yu Fengtong         | 35.39 (6)               | 35.29 (6=)              | 70.68       | +0.92  |
| 6    | JPN Joji Kato           | 35.59 (11=)             | 35.19 (4)               | 70.78       | +1.02  |
| 7    | CAN Michael Ireland     | 35.59 (11=)             | 35.29 (6=)              | 70.88       | +1.12  |
| 8    | KOR Choi Jae-Bong       | 35.61 (13)              | 35.43 (9=)              | 71.04       | +1.28  |
| 9    | CAN Jeremy Wotherspoon  | 35.37 (5)               | 35.68 (17=)             | 71.05       | +1.29  |
| 10   | FIN Pekka Koskela       | 35.58 (9=)              | 35.51 (12)              | 71.09       | +1.33  |
| 11   | NED Jan Bos             | 35.68 (16)              | 35.43 (9=)              | 71.11       | +1.35  |
| 12   | USA Casey Fitzrandolph  | 35.78 (18)              | 35.34 (8)               | 71.12       | +1.36  |
| 13   | JPN Keiichiro Nagashima | 35.67 (15)              | 35.47 (11)              | 71.14       | +1.38  |
| 14   | RUS Dmitry Lobkov       | 35.55 (8)               | 35.62 (13=)             | 71.17       | +1.41  |
| 15   | FIN Janne Hänninen      | 35.58 (9=)              | 35.67 (15=)             | 71.25       | +1.49  |
| 16   | NED Erben Wennemars     | 35.46 (7)               | 35.84 (25)              | 71.30       | +1.54  |
| 17   | KOR Lee Kyou-Hyuk       | 35.76 (17)              | 35.62 (13=)             | 71.38       | +1.62  |
| 18   | JPN Hiroyasu Shimizu    | 35.66 (14)              | 35.78 (21)              | 71.44       | +1.68  |
| 19   | CHN An Weijiang         | 35.89 (21)              | 35.67 (15=)             | 71.56       | +1.80  |
| 20   | SWE Erik Zachrisson     | 35.80 (19)              | 35.81 (23)              | 71.61       | +1.85  |
| 21   | ITA Ermanno Ioriatti    | 35.88 (20)              | 35.80 (22)              | 71.68       | +1.92  |
| 22   | FIN Mika Poutala        | 35.91 (22)              | 35.83 (24)              | 71.74       | +1.98  |
| 23   | NED Simon Kuipers       | 36.10 (27)              | 35.74 (20)              | 71.84       | +2.08  |
| 24   | RUS Alexey Proshin      | 35.96 (23)              | 35.94 (26)              | 71.90       | +2.14  |
| 25   | USA Tucker Fredricks    | 36.02 (25)              | 35.99 (28)              | 72.01       | +2.25  |
| 26   | USA Kip Carpenter       | 36.40 (31)              | 35.68 (17=)             | 72.08       | +2.32  |
| 27   | RUS Sergey Kornilov     | 36.00 (24)              | 36.24 (32)              | 72.24       | +2.48  |
| 28   | CHN Lu Zhuo             | 36.39 (30)              | 35.96 (27)              | 72.35       | +2.59  |
| 29   | CAN Vincent Labrie      | 36.31 (29)              | 36.12 (29=)             | 72.43       | +2.67  |
| 30   | CAN Brock Miron         | 36.42 (32)              | 36.12 (29=)             | 72.54       | +2.78  |
| 31   | ITA Maurizio Carnino    | 36.24 (28)              | 36.43 (33)              | 72.67       | +2.91  |
| 32   | POL Artur Was           | 36.43 (33)              | 36.61 (35)              | 73.04       | +3.28  |
| 33   | CHN Li Yu               | 36.57 (34)              | 36.56 (34)              | 73.13       | +3.37  |
| 34   | KAZ Aleksandr Zhigin    | 36.88 (35)              | 36.92 (36)              | 73.80       | +4.04  |
| 35   | NED Beorn Nijenhuis     | 48.84 (36)              | 35.71 (19)              | 84.55       | +14.79 |
| 36   | POL Maciej Ustynowicz   | 36.09 (26)              | 51.92 (37)              | 88.01       | +18.25 |
| 37   | KOR Kwon Sun Chun       | 58.66 (37)              | 36.13 (31)              | 94.79       | +25.03 |

Legenda
| Recorde mundial      | Recorde mundial (World record)               |                       | Recorde africano                      | Recorde africano (African) |                                           | Q | Classificado por posição (Qualified) |
| Recorde olímpico     | Recorde olímpico (Olympic record)            | Recorde da América    | Recorde da América (Americas)         | q                          | Classificado por melhor tempo (Qualified) |   |                                      |
| Melhor marca do ano  | Melhor marca do ano (World leading)          | Recorde asiático      | Recorde asiático (Asian)              | DNS                        | Não largou (Did not start)                |   |                                      |
| Recorde nacional     | Recorde nacional (National record)           | Recorde europeu       | Recorde europeu (European)            | DNF                        | Não terminou (Did not finish)             |   |                                      |
| Recorde pessoal      | Recorde pessoal do atleta (Personal best)    | Recorde da Oceania    | Recorde da Oceania (Oceania)          | DSQ / DQ                   | Desclassificado (Disqualified)            |   |                                      |
| Recorde da temporada | Recorde da temporada do atleta (Season best) | Recorde sul-americano | Recorde sul-americano (South America) | NM                         | Sem marca (No mark)                       |   |                                      |